# Teatro delle Dame
El Teatro delle Dame, también conocido como Teatro Alibert (su nombre original), era un teatro de Roma, construido en 1718 y situado en la actual esquina de la Via Alibert con la Via Margutta. A lo largo de su historia fue objeto de por varias reconstrucciones y renovaciones hasta que finalmente fue destruido por un incendio en 1863. En su periodo de esplendor, en el siglo XVIII, el Teatro delle Dame y su rival, el Teatro Capranica, fueron los teatros de ópera más importantes de Roma y acogieron numerosos debuts mundiales de algunos de los cantantes más importantes de la época.

## Historia
El teatro fue construido por Antonio D'Alibert para la representación de ópera seria. Se trataba de un proyecto que había planeado durante mucho tiempo su padre, Jacques D'Alibert (1626-1713), que había sido secretario de la reina Cristina de Suecia y había dirigido el Teatro Tordinona. El Teatro Tordinona fue el primer teatro público de Roma, pero fue demolido en 1697 por orden del Papa Inocencio XII, que consideraba que los teatros públicos tenían una influencia perniciosa en la población.

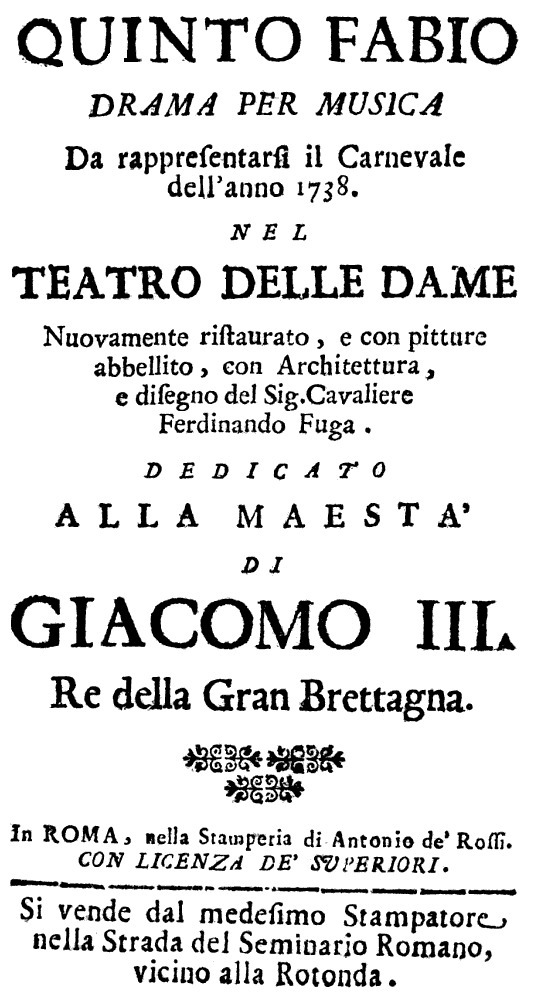
Portada del libreto de la ópera Quinto Fabio de Nicola Logroscino, que inauguró el teatro recién renovado en 1738

El Teatro Alibert (como se llamaba entonces) se construyó en madera, en un terreno que se utilizaba para el juego de la pallacorda (un juego similar al tenis). Según el historiador del teatro italiano Saverio Franchi, el arquitecto que supervisó la construcción fue probablemente Matteo Sassi (1646-1723). Cuando se inauguró en 1718 con el estreno de la ópera Alessandro Severo de Francesco Mancini, el Teatro Alibert era el más grande de Roma, con siete hileras de 32 palcos cada una.
En 1720, Francesco Galli Bibiena amplió y rediseñó el interior, remodelando el auditorio para darle forma de "curva fonética" (a medio camino entre un rectángulo y una herradura).
El teatro fue un éxito artístico, pero no financiero. La situación no mejoró cuando, debido al año jubilar de 1725, todos los teatros romanos cerraron durante dicho periodo. Antonio D'Alibert quebró y las autoridades romanas subastaron el teatro en 1726.
Fue comprado por un consorcio de nobles romanos y rebautizado como Teatro delle Dame. Su gestión acabó pasando a manos de los Caballeros de la Orden de Malta, con los que algunos miembros del consorcio mantenían estrechos vínculos. La orden mantendría el control del teatro hasta bien entrado el siglo XIX.  A mediados de la década de 1730, el edificio se sometió a una amplia labor de renovación y embellecimiento a cargo del arquitecto Ferdinando Fuga y reabrió sus puertas en 1738 con la representación de la ópera Quinto Fabio de Nicola Logroscino.
En el siglo XIX, el Teatro delle Dame (al igual que su rival, el Teatro Capranica) había dejado de ser el principal teatro de ópera de la ciudad. Todavía se representaban allí algunas óperas, pero se utilizaba cada vez más para celebrar bailes públicos, espectáculos acrobáticos y comedias en dialecto romanesco. El príncipe Alessandro Raffaele Torlonia compró el teatro en 1847 y lo hizo reconstruir en ladrillo, con un escenario aún más grande que podía albergar espectáculos ecuestres. En la noche del 15 de febrero de 1863, el teatro volvió a incendiarse y quedó completamente destruido. Más tarde se construyó en su lugar una posada conocida como Locanda Alibert. A principios de la década de 2000, el edificio de la Locanda Alibert se renovó por completo para convertirse en un centro de congresos y eventos.

## Estrenos de ópera

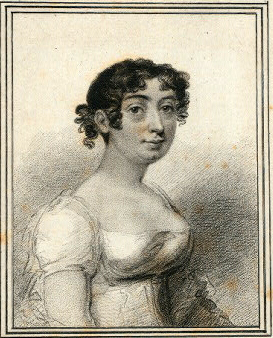
Teresa Bertinotti-Radicati, la primera mujer en cantar en el Teatro delle Dame

Durante la mayor parte del siglo XVIII, las mujeres tenían prohibido actuar en los escenarios de los Estados Pontificios. Durante este periodo, las óperas se interpretaban en el Teatro delle Dame con elencos exclusivamente masculinos y los castrati cantaban los papeles femeninos. Algunos de los cantantes castrati más famosos que actuaron fueron Farinelli, Giacinto Fontana ("Farfallino"), Giovanni Carestini y Luigi Marchesi. A partir de 1798, cuando Roma cayó bajo el dominio francés, comenzaron a aparecer mujeres sobre el escenario del teatro: la primera fue la soprano Teresa Bertinotti-Radicati.
Las óperas que se estrenaron mundialmente en el teatro son:
- Artaserse, compuesta por Leonardo Vinci (1730)
- La buona figliuola, compuesta por Niccolò Piccinni (1760)
- La vera costanza, compuesta por Pasquale Anfossi (1776)
- Il curioso indiscreto, compuesta por Pasquale Anfossi (1777)[8]
- Antigono, compuesta por Josef Mysliveček (1780)